# ポーラン・ヴォアヴィー
ポーラン・ヴォアヴィー（Paulin Voavy、1987年11月10日 - ）は、マダガスカルのサッカー選手。ポジションはFW。

## 経歴
メインティラーノ生まれ。フランス4部リーグのフランスアマチュア選手権のASカンヌに所属していた。
身長162cmと小柄ながら、得点能力は高く、サッカーマダガスカル代表歴代最多の9得点をマークしている。